# سناج (المحفد)

تعديل مصدري - تعديل

سناج هي إحدى قرى عزلة المحفد بمديرية المحفد التابعة لمحافظة أبين، بلغ تعداد سكانها 242 نسمة حسب تعداد اليمن لعام 2004.